# خشم (فیلم ۲۰۱۵)
خشم (به هندی: Tevar) یا خشم به سبک هندی فیلمی است محصول سال ۲۰۱۵ و به کارگردانی آمیت راویندرنات است. در این فیلم بازیگرانی همچون آرجون کاپور، سوناکشی سینها، مانوج باجپایی، راج بابار، آسرانی، دیپیتی نوال ایفای نقش کرده‌اند.